# Ceratobia oxymora
Ceratobia oxymora é uma espécie de insetos lepidópteros, mais especificamente de traças, pertencente à família Tineidae.
A autoridade científica da espécie é Meyrick, tendo sido descrita no ano de 1919.
Trata-se de uma espécie presente no território português.